# Alviina Alametsä
Alviina Alametsä, née le 29 septembre 1992, est une femme politique finlandaise, membre de la Ligue Verte.
Elle siège au Parlement européen ddu 1er février 2020 au 15 juillet 2024. Elle est membre du conseil municipal d'Helsinki.

## Biographie
Elle se déclare en faveur de l'adhésion de la Finlande à l'OTAN.